# Unibet Tietema Rockets
L'Unibet Tietema Rockets, nota in passato come TDT-Unibet, è una squadra maschile francese di ciclismo su strada attiva a livello UCI dal 2023; detiene licenza di ProTeam e ha sede a Zwolle, nei Paesi Bassi.
Lo sponsor principale della squadra è Unibet, già sponsor di una squadra (la Unibet.com) nel biennio 2006-2007 prima del ritiro a causa di una disputa con l'UCI sulle sponsorizzazioni delle società di gioco d'azzardo. A seguito di modifiche nei regolamenti, nel 2023 Unibet è dunque rientrata al ciclismo sponsorizzando la formazione Continental dello youtuber ed ex ciclista Bas Tietema, denominata TDT-Unibet, dal nome del canale Youtube Tour de Tietema; nel 2024 la formazione è salita alla categoria dei ProTeam, mentre nel 2025, con il nuovo nome Unibet Tietema Rockets, ha assunto licenza UCI francese.
Hugo Haak ha assunto la carica di team manager nel 2023 dopo i trascorsi da pistard e allenatore su pista; dal 2024 la direzione tecnica è affidata all'ex ciclista su strada Julia Soek.

## Cronistoria

### Annuario
| Anno | Codice | Nome                   | Cat. | Biciclette | Dirigenza |
| ---- | ------ | ---------------------- | ---- | ---------- | --- |
| 2023 | TDT    | TDT-Unibet             | CT   | Cannondale | Manager: Hugo Haak (fino al 31 luglio 2023), Julia Soek (dal 1º agosto 2023) Dir. sportivi: Bas Tietema, Jacques Helderop, Julia Soek, Rob Harmeling |
| 2024 | TDT    | TDT-Unibet             | PT   | Cannondale | Manager: Julia Soek Dir. sportivi: Bas Tietema, Gaëtan Pons, Rob Harmeling, Sverre Dyngeland Vik                                                     |
| 2025 | RKT    | Unibet Tietema Rockets | PT   | Cannondale | Manager: Julia Soek Dir. sportivi: Martijn Admiraal, Joram Grootveld, Rob Harmeling, Gaëtan Pons, Boy Sanders, Sverre Dyngeland Vik                  |

## Palmarès
Aggiornato al 31 dicembre 2024.

### Grandi Giri
- Giro d'Italia

Partecipazioni: 0
- Tour de France

Partecipazioni: 0
- Vuelta a España

Partecipazioni: 0

### Campionati nazionali
- Campionati slovacchi: 1

In linea: 2025 (Lukáš Kubiš)

## Organico 2025
Aggiornato al 1° agosto 2025.

### Staff tecnico
|  | Naz.                   | Ruolo | Sportivo             |  |  |  |
|  | ---------------------- | ----- | -------------------- |  |  |  |
|  | Paesi Bassi (bandiera) | GM    | Julia Soek           |  |  |  |
|  | Paesi Bassi (bandiera) | DS    | Martijn Admiraal     |  |  |  |
|  | Paesi Bassi (bandiera) | DS    | Joram Grootveld      |  |  |  |
|  | Paesi Bassi (bandiera) | DS    | Rob Harmeling        |  |  |  |
|  | Lussemburgo (bandiera) | DS    | Gaëtan Pons          |  |  |  |
|  | Paesi Bassi (bandiera) | DS    | Boy Sanders          |  |  |  |
|  | Norvegia (bandiera)    | DS    | Sverre Dyngeland Vik |  |  |  |

### Rosa
|  | Naz.                     |  | Sportivo                    | Anno |  |  |
|  | ------------------------ |  | --------------------------- | ---- |  |  |
|  | Paesi Bassi (bandiera)   |  | Joren Bloem                 | 1999 |  |  |
|  | Belgio (bandiera)        |  | Davide Bomboi               | 2000 |  |  |
|  | Paesi Bassi (bandiera)   |  | Martijn Budding             | 1995 |  |  |
|  | Italia (bandiera)        |  | Giovanni Carboni            | 1995 |  |  |
|  | Norvegia (bandiera)      |  | Cedrik Bakke Christophersen | 2001 |  |  |
|  | Paesi Bassi (bandiera)   |  | Hartthijs de Vries          | 1996 |  |  |
|  | Norvegia (bandiera)      |  | Odd Christian Eiking        | 1994 |  |  |
|  | Norvegia (bandiera)      |  | Eivind Broholt Fougner      | 2001 |  |  |
|  | Paesi Bassi (bandiera)   |  | Owen Geleijn                | 2001 |  |  |
|  | Francia (bandiera)       |  | Axel Huens                  | 2001 |  |  |
|  | Francia (bandiera)       |  | Baptiste Huyet              | 2000 |  |  |
|  | Paesi Bassi (bandiera)   |  | Kevin Inkelaar              | 1997 |  |  |
|  | Paesi Bassi (bandiera)   |  | Jelle Johannink             | 1996 |  |  |
|  | Rep. Ceca (bandiera)     |  | Tomáš Kopecký               | 2000 |  |  |
|  | Slovacchia (bandiera)    |  | Lukáš Kubiš                 | 2000 |  |  |
|  | Gran Bretagna (bandiera) |  | Zeb Kyffin                  | 1998 |  |  |
|  | Belgio (bandiera)        |  | Lander Loockx               | 1997 |  |  |
|  | Francia (bandiera)       |  | Adrien Maire                | 2000 |  |  |
|  | Italia (bandiera)        |  | Sergio Meris                | 2001 |  |  |
|  | Paesi Bassi (bandiera)   |  | Wessel Mouris               | 2002 |  |  |
|  | Danimarca (bandiera)     |  | Sebastian Nielsen           | 2000 |  |  |
|  | Gran Bretagna (bandiera) |  | Charles Paige               | 2001 |  |  |
|  | Francia (bandiera)       |  | Colin Savioz                | 2004 |  |  |
|  | Belgio (bandiera)        |  | Abram Stockman              | 1996 |  |  |
|  | Danimarca (bandiera)     |  | Andreas Stokbro             | 1997 |  |  |
|  | Rep. Ceca (bandiera)     |  | Adam Ťoupalík               | 1996 |  |  |
|  | Francia (bandiera)       |  | Killian Verschuren          | 2002 |  |  |